# História de Goiás

Mapa da Província de Goiás em 1830.

A história de Goiás se inicia no fim do século XVI, quando as explorações portuguesas já não se limitavam à região do litoral. A caça ao índio, a busca por riquezas minerais e a evangelização foram os principais responsáveis pela exploração do centro-oeste. O desbravamento inicial da região deve-se aos missionários do norte e aos bandeirantes do sul. Já no século XVII, em função da catequese empreendida pelos jesuítas na Amazônia, missionários sob a chefia de frei Cristóvão de Lisboa percorrem a área do Tocantins, onde fundam missões religiosas em 1625. As origens históricas de Goiás estão diretamente ligadas à corrida do ouro empreendida pelos bandeirantes paulistas, em razão da qual o território goiano é esquadrinhado ao longo do século XVIII.

## Período Pré-Colonial
Embora existam estudos propondo que a chegada dos primeiros humanos às Américas tenha ocorrido em um período bem mais antigo do que se acreditava anteriormente, as pesquisas desenvolvidas em Goiás, município de Serranópolis, demonstram que a ocupação da região ocorreu por volta de 11.000 anos atrás, com populações caçadoras-coletoras que ocuparam os abrigos rochosos do sudoeste do Estado.
Há também novos estudos e pesquisas que abordam a posição do centro-oeste brasileiro como área de confluência para deslocamento relacionado a grupos ceramistas e também as significativas influências desses grupos tanto na origem de outros grupos como na história de seu desenvolvimento cultural. Diversos são os sítios arqueológicos encontrados no estado de Goiás que contêm registros que nos permitem entender as particularidades étnicas relacionados a esses grupos. A posição dos 47 sítios que estão sendo escavados no estado de Goiás também remonta às relações sociais desses grupos e também as distribuições geográficas dos mesmos. A cerâmica, o principal vestígio arqueológico, foi criada sobre a necessidade de armazenar alimentos, águas e sementes, e a partir da análise das funções desses objetos conseguimos entender hábitos de um determinado grupo. Os diversos modelos e formas de vasilhames nos permitem identificar os diversos grupos ceramistas e as características singulares destes na produção da cerâmica.
Os grupos ceramistas se posicionavam geograficamente de forma bastante plural com distintas áreas de ocupação, fluxos migratórios e características. A produção da cerâmica é anterior a chegada dos portugueses e teve um papel fundamental na formação cultural dos povos indígenas do estado de Goiás. As peças encontradas expressam atos do cotidiano religioso, artístico entre outras práticas, o que nos dá a ideia clara de que funcionam como forma de afirmação da cultural popular e também oral da região.
Os sítios arqueológicos ceramistas em Goiás podem ser assimilados a duas tradições principais, a Aratu e Uru, porém entre esses grupos há significativas diferenças. Podemos entender como essas diferenças se relacionam ao fluxo migratório, de bens e pessoas a partir da análise do tipo de cerâmica presente naquele local. Nos sítios de tradição Aratu podemos encontrar objetos e artefatos de outras tribos, portanto houve um fluxo de informação. Nesses sítios encontramos vestígios, principalmente, de tradição tupi-guarani.
Os estudos a cerca do pré-colonialismo são fundamentais para entendermos que existiam dinâmicas internas e relações sociais regionais antes da chegada da população europeia. Novas pesquisas antropológicas e arqueológicas são capazes de identificar cada vez mais a riqueza dos povos nativos e entender a sua sociedade não mais como primitiva e inferior, mas sim dotada de complexidade.

## Período Colonial

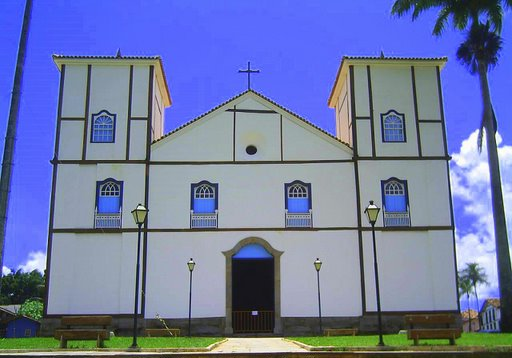
Igreja Matriz de Nossa Senhora do Rosário, Construída em 1728 em Pirenópolis. O maior e mais antigo patrimônio histórico e eclesiástico, e maior exemplo barroco de Goiás.

O atual território goiano só começa a ganhar algum contorno de interesse quando da descoberta dos primeiros veios auríferos em Minas Gerais, no final do século XVIII. Os paulistas Bartolomeu Bueno da Silva, o Anhangüera, João Leite e Domingos Rodrigues do Prado, em troca da isenção de impostos pela passagem dos rios da região, por três gerações, e outras vantagens, saem de São Paulo em 1722 para descobrir as abundantes lavras de Goiás em 1725. Com o objetivo de novas descobertas, Bartolomeu Bueno retorna ao território goiano em 1726 quando é levantada a primeira povoação goiana, o Arraial da Barra, na confluência dos rios Vermelho e Bugre. Achadas depois as minas de Vila Boa, em meados de 1727, para aí se passarem quase todos os habitantes da Barra e levantarem o arraial de N. S. de Sant'Ana e a respectiva capela no local em que hoje se ergue a futura matriz.
As descobertas auríferas se sucedem, próximas à Barra: além de Santana, origem de Vila Boa (1727), São João Batista (Ferreiro), Ouro Fino, Anta, Santa Rita e Tesouras. Na região dos Parque dos Pireneus e junto ao Rio das Almas as Minas de Nossa Senhora do Rosário de Meia Ponte (1727), atual Pirenópolis. As incursões se aprofundam pelo território e a zona do Tocantins é explorada, vindo a serem descobertas as minas mais produtivas de Goiás: Maranhão (1730), Água Quente (1732), Traíras (1735) e Cachoeira (1736).
Antes disso, Domingos Rodrigues do Prado havia descoberto minas quase tão ricas quanto as do Tocantins em Crixás (1734). Ao final da década de 1730 se descobrem jazidas na região montanhosa localizada entre o Tocantins e a Bahia: São Luís (Natividade) em 1734, São Félix (1736), Pontal, Porto Real (1738), Arraias, Cavalcanti (1740) e Pilar. E entre 1740 e 1750, Carmo (1746), Santa Luzia, Conceição, Bonfim, Caldas e Cocai (1749). Em paralelo à descoberta de veios auríferos por toda capitania, houve uma introdução maciça de mão de obra Africana. Consequentemente, como em outras capitanias, houve fugas e formação de quilombos.

### A formação dos quilombos
Durante o século XVII e início do XVIII, a região de Goiás é ainda uma ponte de passagem para a capitania do Mato Grosso, para ocupação e mineração das cercanias de Cuiabá e defesa da fronteira contra a expansão hispânica. Nesse contexto, Goiás encontra-se em “isolamento geográfico”, tendo em vista que apesar de relativamente conhecido o território, não haviam arraiais, “facilitando assim a vinda de escravos fugitivos de outras regiões e a consequente formação de quilombos” (SILVA, 1998, p. 282)
A formação de arraiais e exploração do ouro fomentaram a concentração de escravos na capitania, como mão de obra para mineração, extração rural, serviços domésticos e escravos de ganhos. Essa exploração da força de trabalho cativa em condições desumanas resultava em fugas, como demonstra Palacín, “A brutalidade dessa vida, cercando-o por todos os lados, é o que empurrava o escravo a fugir para os quilombos.” (PALACIN, 1979) Na mineração, foco de trabalho em Goiás no século XVIII observamos que “os maus-tratos e a brutalidade nas minas e nos engenhos levavam os escravos à revolta e, se bem sucedidos, a formar quilombos nas montanhas vizinhas” (SILVA, 1998).
Contrariando a visão de passividade do negro no cenário escravista, podemos salientar formas de resistência do “dia a dia”, como “roubos, sarcasmos, sabotagens, suicídios, abortos”, etc. Mais radicalmente temos a formação dos quilombos, onde se veem condicionados “a fugir para os matos onde fizeram roças de subsistência, surgindo assim uma espécie de melhora, lenta mas progressiva no “status” social.” A fuga para territórios interiores da capitania fazia com que esses negros acabassem por se deparar com indígenas, vezes resultando em combates, vezes se aliando, geralmente quando os negros tinham superioridade numérica.
Havia um clima de tensão na sociedade do século XVIII, pois a formação de quilombos era, de fato, um elemento que gerava um sentimento de medo na sociedade branca, que se via literalmente ameaçada diante de tantos escravos fugidos. Os embates entre negros e brancos são mais bem percebidos ao analisarmos o caso de Pilar, único quilombo com registro de destaque na historiografia brasileira, onde houve uma verdadeira “conjuração dos negros de Pilar”. Essa comunidade quilombola chamou tanta atenção por seus ataques violentos que o próprio governador-general e governador da capitania, Dom Marcos de Noronha, o Conde dos Arcos, foi ao local para analisar a situação. Para tanto, radicalizou a busca por escravos escravos fugidos, ordenando plena liberdade de ataque aos quilombos da região, mandando mesmo que se matassem "todos os quilombolas que acaso resistissem, como em Minas Gerais se praticava", restando aos assassinos trazer como prova da efetivação do ato os muitos pares de orelhas dos negros mortos, como, aliás, se praticara no Sertão da Farinha Podre, caminho entre São Paulo e Goiás. (SILVA, 1998)
A situação chegou a tal ponto que “o governo [...] não conseguia mais distinguir o escravo quilombola do escravo de setor urbano, também revoltado e que mais das vezes auxiliava os escravos aquilombados”. Esses fatores deram condição para a conjuração de negros de Pilar, uma onda de revolta por parte dos negros quilombolas: "aproveitavam-se até da festa religiosa na articulação contra o impiedoso sistema escravista da Colônia. Por isso, adquiriam pólvora e chumbo; aliavam-se os de setor rural aos de setor urbano; assaltavam, de dia e de noite; derrubavam mastros, aumentando a 'síndrome do medo' nas autoridades." (SILVA, 1998).
Como fator preponderante para essa situação estava a grande quantidade de quilombos em Goiás, dizendo-se até que “não havia arraial sem a ‘sombra do seu quilombo’”. Isso nos serve de base para entendermos melhor o período colonial goiano, a formação dos quilombos, os fatores para sua formação e os embates entre as polícias e os fugitivos. Eis uma lista com os principais quilombos de Goiás:
- Quilombo do Ambrósio;
- Quilombo do arraial de Três Barras;
- Quilombos próximos da Vila Boa;
- Quilombo do Arraial de Tesouras;
- Quilombo do Vale do Paranã;
- Quilombo do arraial de Jaraguá;
- Quilombo do arraial de Pilar;
- Quilombo do Muquém;
- Quilombo do Papuão;
- Quilombo do “acaba vida”;
- Quilombo do Corumbá de Goiás;
- Quilombo do Mesquita;
- Quilombo do Meia Ponte;
- Quilombo do Santa Rita do Araguaia;
- Remanescente do Quilombo do Cedro;
- Remanescente do Quilombo de Calunga.

### Administração
No período que se estende de 1728 a 1748, a administração política das minas era regida pela provisão real de 1728, que criou a Superintendência das minas de Goiás. O primeiro superintendente das minas foi Bartolomeu Bueno da Silva e o primeiro guarda-mor seu genro, João Leite Ortiz. O governo teria sua sede em Meia Ponte, atual Pirenópolis, mas houve desavenças entre Meia Ponte e a Capitania de São Paulo. Então Vila Boa; que posteriormente seria desmembrado em dois distritos : Meia Ponte e Santana. Posteriormente, em 1733, o ouvidor de São Paulo, Gregório Dias da Silva, foi designado para o cargo de superintendente-geral das minas de Goiás, restando a Bartolomeu Bueno da Silva o título honorífico de capitão-mor.
Por causa do contrabando e das lutas internas, o governo de São Paulo solicitou à coroa portuguesa que fosse criada a capitania de Goiás e que nela se estabelecesse uma ouvidoria (1734). As cartas régias de 12 de fevereiro e 11 de março de 1736 ao mesmo tempo legislavam sobre o imposto aurífero e determinavam a instalação de uma vila no arraial mais importante, o que se efetiva em Santana, rebatizada como Vila Boa (1739), numa homenagem ao seu descobrimento . De 1727 até 1736 a arrecadação do imposto aurífero se fez sobre o metal fundido na Casa de fundição de São Paulo.
A Capitania de Goiás possuía grande número de pretos, pardos e índios, o que tornava a quantidade de brancos proporcionalmente inferior. Consequentemente a miscigenação era algo inevitável e possível ser observado até mesmo nas práticas religiosas. Como exemplo, têm-se a reapropriação de elementos bentos para práticas desaprovadas pela Igreja, tais como amuletos, derivados da cultura indígena.
Durante o século XVIII, existia uma luta pela cidadania de homens pardos já que o preconceito derivado da cor, existente dentro da sociedade era eminente e, ao mesmo tempo, esse grupo social ocupava cargos importantes na administração colonial. Como por exemplo, o requerimento feito ao Príncipe Regente de reconhecimento da cidadania de homens pardos de Goiás.

### Intendência de Goiás
Com o estabelecimento da intendência de Goiás, a situação nas minas se acalma e o contrabando decai. A resistência dos nativos à escravidão, principalmente o grupo caiapó, traz, não obstante, os arraiais em contínuo sobressalto, desde o Paranaíba até o Tocantins. A necessidade de uma administração que melhor atendesse à conjuntura política e econômico-financeira, e aos reclamos ante a exploração e o abandono vigentes, durante a subordinação à capitania de São Paulo, motivam a criação da capitania de Goiás em 1744. Somente em 1749 se cumpre essa determinação, ao ser empossado o primeiro governador de Goiás, D. Marcos de Noronha, futuro conde dos Arcos.
Finalmente em 1752 é instalada a casa de fundição de Vila Boa e em 1754 a de São Félix.
Até a segunda metade do século XVIII as comunicações e o comércio foram determinados pela mineração. No fim do século XVIII o comércio se ressente da decadência geral que estreia cada vez mais o mercado consumidor. Há breves períodos de reação, em que exportação excede a importação e que as estatísticas revelam saldo favorável, mas vão rareando cada vez mais.

### A Inquisição em Goiás
No século XVIII havia um constante medo de guerras entre indígenas e moradores da Capitania de Goiás, além de morte súbitas e afogamentos. Os moradores tinham como hábito a criação de talismãs, patuás com o objetivo de se protegerem. Esses patuás, por exemplo, eram bolsas constituídas de pano ou couro, com orações em papel e artefatos religiosos envolvidos em algodão. Dentre as orações utilizadas nos patuás, a mais popular era a “Oração de São Marcos”:
“São Marcos Glorioso. São Marco te marque, Jesus Cristo te humilhe. Meu São Marcos, santo glorioso: te peço que meu sangue não seja derramado, nem minhas forças tomadas, nem meus inimigos encontrados pelo poder de Deus Padre, Deus Filho, Deus Espírito Santo. E se meus inimigos têm olhos, não me vejam, e boca tenham para me não falem, pelo poder de Lúcifer, todas as horas seja comigo onde me encontrar meus, inimigos. Quem trouxer a dita oração e rezar um Padre Nosso e Ave Maria, não será maltratado nem ferido”.
A maioria dos procedimentos do Santo Ofício referentes à capitania de Goiás traziam confissões de alguns delitos como do padre João Perestello de Vasconcelos Spínola. Em 1748, o padre Spínola, em carta, confessou ao comissário do Santo Ofício que havia solicitado uma mulher ao mandar um recado com “fins torpes”. Em 1753, outro padre, Antônio José Soutto confessou-se à inquisição ter “se ousado com moça donzela”, e trocado palavras de mau sentido e amorosas com uma viúva residente em Freguesia de Bom Jesus das Antas, distrito de Vila Boa. Existem ainda documentos referentes a três sacerdotes que confessaram seus atos à inquisição”. A prática de judaísmo também não passou impune aos olhos do Santo Ofício. Fernando Gomes Nunes foi sentenciado em 1739 diante do Tribunal do Santo Ofício em Lisboa, tendo todos seus pertences confiscados. Confessou que praticava o judaísmo e como pena foi obrigado a utilizar o sambenito - "uma espécie de avental ou escapulário identificador de sua humilhante condição de penitenciado da Inquisição. Como os demais presos, deveria pagar as custas do processo e assinar um termo de segredo, comprometendo-se a jamais revelar qualquer coisa que tenha ouvido, visto ou falado dentro dos cárceres secretos do Rocio.
Outro caso registrado foi o de Antônio Ferreira Dourado, de 53 anos, homem de negócios, natural de Lisboa, que morava havia anos em Vila Boa dos Goiazes. Dourado foi preso em 3 de junho de 1758. Transferido para Lisboa, faz sua confissão em 1761. De acordo com o réu, na cidade de Tomar, por influência de sua tia começou a seguir a lei de Moisés e acreditar que Jesus não era o verdadeiro Messias. Passou a seguir a lei judaica, jejuns, rituais e cerimônias proibidas, deixando de acreditar na Santíssima Trindade. Suas práticas na capitania de Goiás se restringiam a poucos rituais domésticos ocasionais. Dourado recebeu pena de “cárcere e hábito e arbítrio”, ou seja, o uso de um sambenito identificador de seu judaísmo pelo período determinado pelo Tribunal Inquisitorial. A sentença foi lida juntamente com outros dois registros de judeus de Goiazes, os irmãos Tomas Pinto Ferreira e Jose Pinto Ferreira.

### Período de transição
As vilas pouco evoluíram, mesmo Vila Boa, que apesar de mais próspera, carece de boas casas, de condições sanitárias e de conforto. O ensino é precário, tanto em sentido quantitativo quanto qualitativo. No entanto, Meia Ponte vai em contra mão aos outros povoados. Somente em 1788 chegaram os primeiros professores, três de primeiras letras, para Vila Boa, Meia Ponte e Pilar, dois de latinidade e um de retórica. A morte dos arraiais mineratórios provoca a ruralização da vida, já presente à época do governo de Luís da Cunha Meneses (1778-1783).
Novo surto de expansão territorial se processa, determinado por algumas novas descobertas de jazidas, pelo progresso da pecuária e pela necessidade de conter os nativos, um dos principais entraves ao estabelecimento regular da navegação e comércio fluviais. Fracassam as sucessivas tentativas de incremento das sociedades mercantis, seja pela carência de capital, seja pelas dificuldades geográficas ou pela natureza dos produtos exportáveis (agropastoris), que não atraem os comerciantes paraenses mais interessados no ouro, que já estava escasso.
Apesar da descoberta de novas jazidas auríferas - como a de Ouro Podre, próxima a Arraias (1792) e a de Anicuns (1809) - e da exploração das lavras diamantíferas dos rios Claro e Pilões, a partir de 1801 o declínio mineratório era evidente na capitania. Terminava definitivamente a fase de ocupação territorial ligada à mineração.

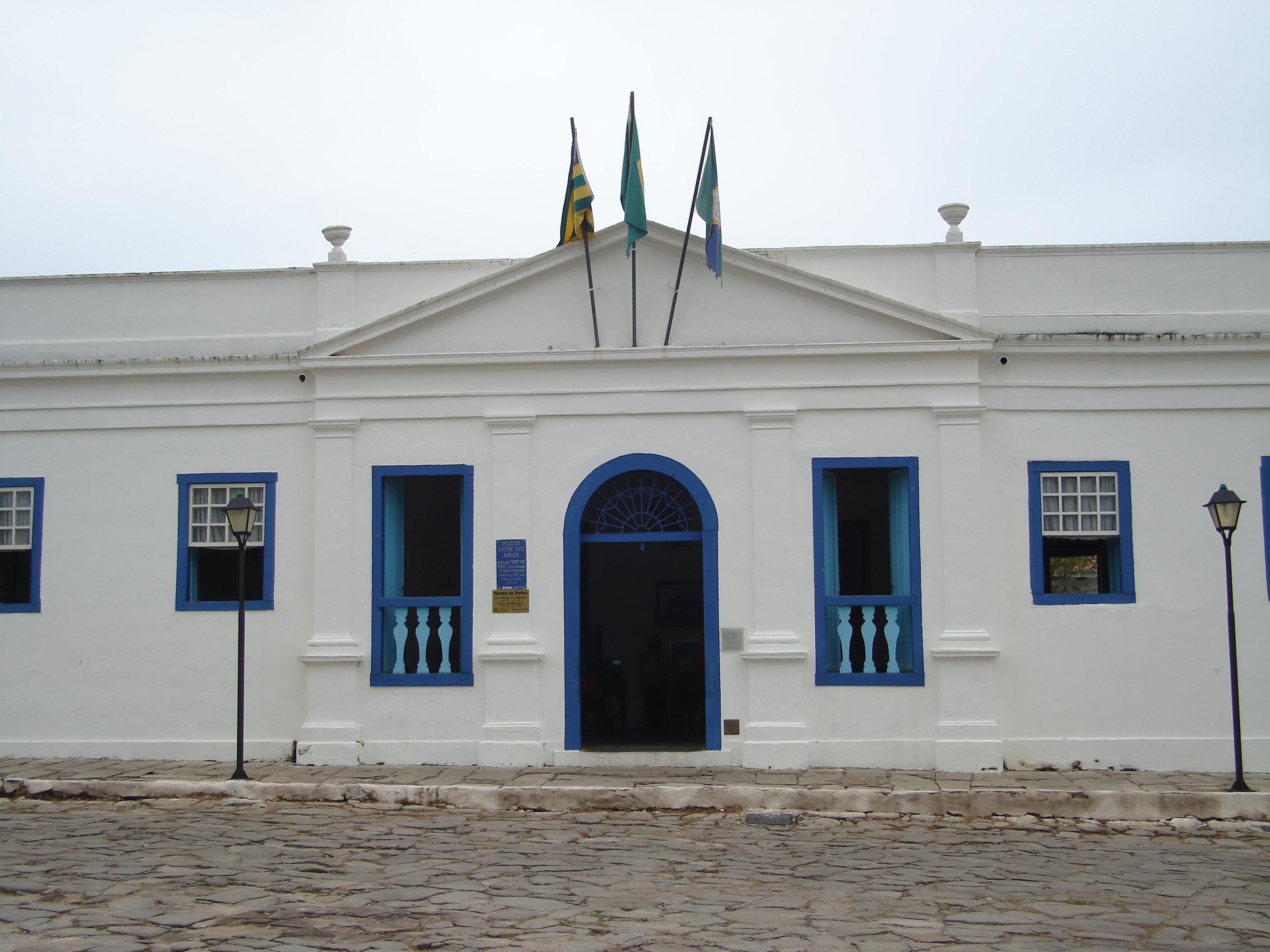
Palácio Conde dos Arcos, Cidade de Goiás: antigo local de trabalho de intendentes, presidentes de província e governadores goianos.

No sul e no norte de Goiás, no início do século XIX, a mineração era de pequena monta. O respaldo econômico do novo surto de povoamento foi representado pela pecuária, estabelecida através de duas grandes vias de penetração:
A do nordeste, representada por criadores e rebanhos nordestinos, que pelo São Francisco se espalharam pelo oeste da Bahia, penetrando nas zonas adjacentes de Goiás. O Arraial dos Couros (Formosa) foi o grande centro dessa via.
A de São Paulo e Minas Gerais, que através dos antigos caminhos da mineração, penetrou no território goiano, estabilizando-se no Sudoeste da capitania.
Assim, extensas áreas do território goiano foram ocupadas em função da pecuária, dela derivando a expansão do povoamento e o surgimento de cidades como Itaberaí, inicialmente uma fazenda de criação, e Anápolis, local de passagem de muitos fazendeiros de gado que iam em demanda à região das minas e que, impressionados com seus campos, aí se instalaram.
Esse povoamento oriundo da pecuária, entretanto, apresentou numerosos problemas. Não foi, por exemplo, um povoamento uniforme: caracterizou-se pela má distribuição e pela heterogeneidade do seu crescimento. Enquanto algumas áreas permaneceram estacionárias, outras decaíram (os antigos centros mineradores), e outras ainda, localizadas principalmente na região Centro-Sul, surgiram e se desenvolveram, em decorrência sobretudo do surto migratório de paulistas, mineiros e nordestinos.
Outro problema crucial do povoamento residiu na dificuldade de comunicação com as outras regiões brasileiras. Comunicações carentes e difíceis com as diversas regiões do Império, derivadas principalmente da pobreza da Província, incapaz de obter meios eficientes para vencer as enormes distâncias que separavam Goiás dos portos do litoral, refletiram negativamente sobre o comércio de exportação e importação, freando qualquer possibilidade de desenvolvimento provincial.
As características do tipo de pecuária exercido na época - basicamente extensiva - por outro lado, não propiciavam a criação de núcleos urbanos expressivos. A economia tendeu a uma ruralização cada vez mais marcante e o tipo de atividade econômica gerou grande dispersão e nomadismo da população. Os antigos centros mineradores decadentes não foram substituídos por povoações dinâmicas.
No início do século XIX, os núcleos urbanos eram pobres e em número reduzido, destacando-se apenas as povoações de Meia Ponte e Vila Boa de Goiás, esta funcionando como sede do governo.

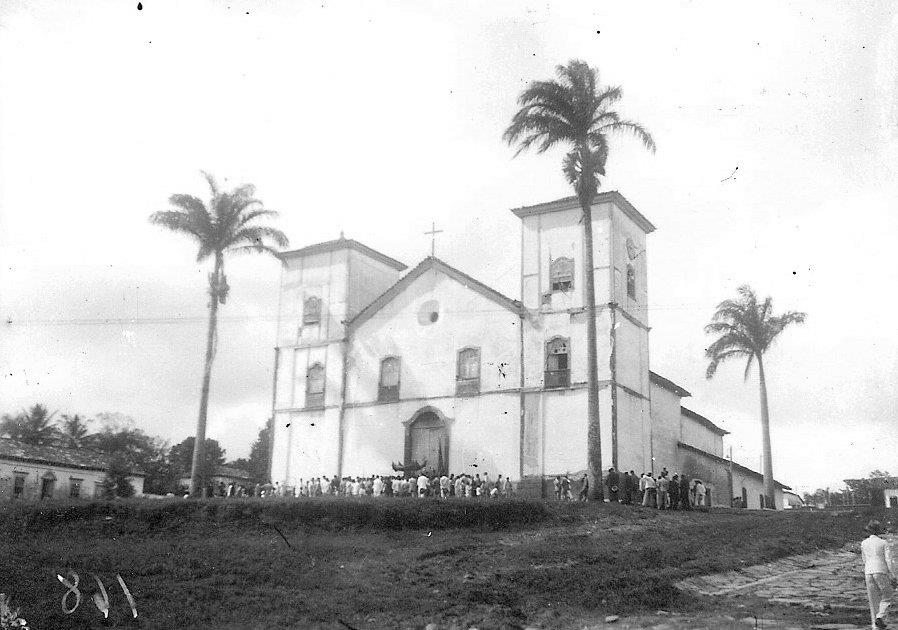
Procissão de Corpus Christi em Pirenópolis, uma das manifestações mais antigas do estado. Promovida na cidade desde 1728 pela Irmandade do Santíssimo (Pirenópolis)

O desenvolvimento da agricultura torna-se necessário não só para abastecer o mercado interno, mas também como veículo de intensificação do comércio externo. O comércio é dificultado pelos transportes deficientes e pelos impostos. A partir da década de 1780, quando caem as barreiras restritivas, a navegação fluvial apresenta-se como meio capaz de propiciar novas condições de vida, fundamentadas no intercâmbio mais efetivo com o exterior, mas de resultados pouco compensadores ou de menor vulto que o desejado. Outra vez Meia Ponte sai na frente. Segundo Auguste de Saint-Hilaire, Meia Ponte era na época o arraial de maior prosperidade em toda Capitânia de Goiás, pois tudo que se plantava colhia em dobro. Um exemplo é a Fazenda Babilônia, antigo Engenho de São Joaquim, a primeira fazenda construída em Goiás. Esta fazenda foi construída em 1800 pelo Comendador Joaquim Alves de Oliveira, tendo como os principais produtos o algodão e o café. Meia Ponte já exportava até para a Europa.
Da instalação da corte portuguesa no Rio de Janeiro à independência (1808-1822), a política governamental delineia-se rumo à integração e valorização dos domínios portugueses : Objetiva-se então reerguer as capitanias do centro-oeste através da programação do aproveitamento técnico das vias fluviais, da renovação das técnicas agropastoris e da pacificação e utilização do indígena como mão de obra. Segundo Auguste de Saint-Hiliaire, enquanto que os outros arraiais contavam, no máximo, com um professor de primeiras letras, Meia-Ponte tinha um professor de Gramática Latina pago pelo governo. "Tenho minhas dúvidas, porém, de que fosse grande o número de seus alunos e de que seus ensinamentos dessem resultados práticos.."
Meia Ponte era rodeado de terras extraordinariamente férteis, o arraial era um dos mais aquinhoados da província e de maior população (mais ou menos 7 mil habitantes).
Em 1809, Vila Boa dispunha de mais ou menos 900 casas. (Auguste de Saint-Hilaire,  - "Viagem a Província de Goiás e pelas Nascentes do rio São Francisco ", apud Bruno, Ernani Silva - História do Brasil e Regional - Grande Oeste. Cultrix, SP, 1967, pg. 66). Meia Ponte - atual Pirenópolis - era, na época, no dizer de Aires do Casal, "a maior, a mais florescente e comerciante povoação da Província, depois da capital", mas Auguste de Saint-Hilaire discorda pois passou em Pirenópolis em ..

### Movimentos separatistas
No início do século XIX Goiás é obrigado a ceder área de seu território às províncias do Maranhão e Minas Gerais. Pelo alvará de 18 de março de 1809, o norte é desmembrado da ouvidoria sediada em Vila Boa, constituindo-se comarca com sede em São João das Duas Barras. O isolamento leva-o a desligar-se paulatinamente do sul, vinculando-se comercialmente ao Maranhão e ao Pará. A tendência à secessão já é latente; após a revolução constitucionalista do Porto, que chegou ao conhecimento dos goianos em 24 de abril de 1821, o movimento separatista eclode.

### Ideia da mudança da capital

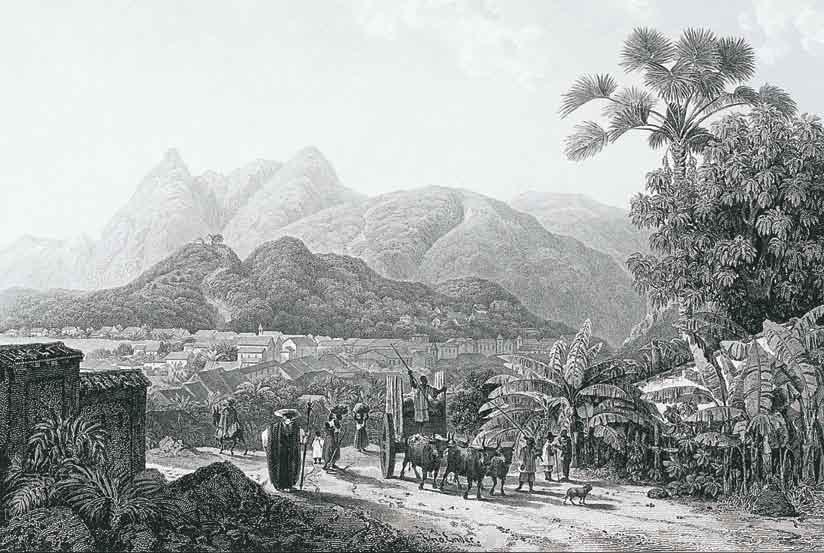
Município de Goiás em 1830

Em 1830 cogitou-se a possibilidade de transferir a capital da província para o norte do território. O plano de então levava em conta a necessidade de povoar as regiões próximas aos rios Tocantins e Araguaia. Vinculava-se também com o projeto de um sistema de hidrovias, o qual permitiria a ligação da província tanto ao norte, via Pará, quanto ao sul, via São Paulo.
No mesmo ano de 1830, entrou em circulação o primeiro jornal editado em Goiás, para não dizer em todo o centro-oeste e norte brasileiro. A Matutina Meia-Pontense era impressa em Meia Ponte, atual Pirenópolis, cidade que recebeu o Título de Berço da Imprensa Goianapor ter contado com a primeira tipografia do estado de Goiás - . A Matutina Meia-Pontense era um jornal de inspiração liberal. Circulou entre 5 de março de 1830 e 24 de maio de 1834, totalizando 526 edições. A sua subscrição fazia-se ao custo de 28.000 réis por trimestre.
A partir de 1837 começa a circular o Correio Oficial. A população, que, no final do século XVIII, se mostrava estacionária e que em 1837 fora contabilizada em 117.446 habitantes, atinge em 1872 160 mil habitantes. Na condição de fornecedora de tropas e de viveres para os combatentes, Goiás participa ativamente da Guerra do Paraguai.
A decadência de Vila Boa, após o esvaecimento das minas, leva o presidente José Vieira Couto de Magalhães a advogar, em 1863, a mudança da capital para a região do Araguaia (Leopoldina). Concretiza-se, graças à atuação dessa autoridade, o regular intercâmbio com o Pará, através do estabelecimento da navegação a vapor do rio Araguaia (1868) e, posteriormente, do Tocantins, até Belém.

### Balançomonárquico
A partir da década de 1860, a província progride economicamente devido ao crescimento do rebanho bovino - cerca de 106.548 cabeças - e da agricultura. A indústria de couros e cosméticos prospera, começa a fabricação de tecidos de algodão, existindo já em 1861 aproximadamente 1.555 teares. Implementos agrícolas de ferro são fabricados em Formosa.

## Período Republicano
Do final do período monárquico, até 1930, o povoamento se intensifica graças à atividade agrícola e à construção de ferrovias, que contribuiu para o desenvolvimento das regiões sul, sudeste e sudoeste do estado. Novos povoados se formam a partir de 1888 e, até 1930, 12 novos municípios são constituídos e posteriormente derrubados por índios daquela região.

### Primeira república
Em 1870 a população já era de 200.000 pessoas. Em 1915, pela primeira vez é tentada a colonização europeia, através do estabelecimento da colônia alemã de Uvá e Itapirapuã, o que acaba sem sucesso. A navegação fluvial, que era prospera no século anterior, ainda era expressiva nos primeiros anos da república. As comunicações com o sul melhoram à medida que se expandem os trilhos. Até o final da primeira década do século o intercâmbio se fazia através de Araguari, para onde os produtos goianos eram levados por burros.
Em 1913, Goiandira é servida pela estrada de ferro, mas somente em 1930 é estendida até Bonfim hoje Silvânia. Em 1926, um século após a construção do Hospital de São Pedro de Alcântara de Vila Boa (Goiás (município)) em 1825, é instalado o segundo hospital do estado, em Anápolis, antigo Santana das Antas, um dos povoados emancipados de Pirenópolis, o Hospital Evangélico Goiano. Ao final da primeira república a renda total do Estado ainda era baixa, cerca de cinco mil contos.

### Coronelismo
Em decorrência da agropecuária extensiva formaram-se os latifúndios, com suas implicações econômicas e sociais. No campo predominaram características semifeudais. No norte, região mais desabitada, reinou certa instabilidade, motivada pelo banditismo de jagunços e pela luta dos coronéis.
Os clãs que se formaram ao longo do império dominaram a vida política. Os vícios eleitorais e coronelismo consequentes à estrutura econômico-social, somados à política dos governadores implantada por Campos Sales, deram origem às oligarquias que se sucedem até 1930 : Pither M. G. Duartie, José Leopoldo de Bulhões Jardim, Sebastião Fleury Curado , Eugênio Rodrigues Jardim e Antônio Ramos Caiado.
Esses clãs tinham como característica um sobreposição sobre os poderes legislativo e judiciário, onde as relações de vassalagem pelo voto caracterizam a política da época, devido ao famoso "voto de cabresto". A oposição se estruturou em função das contradições interpartidárias, da reação no plano nacional, pelos movimentos de 1922 e 1924 e do contato com o tenentismo do sudoeste goiano. Sua liderança foi assumida por intelectuais e liberais aliados aos políticos dissidentes. Coligaram-se os movimentos aliancistas e, com a vitória da revolução de 1930, a máquina eleitoral e administrativa cheia de falhas, que dominava o estado havia mais de trinta anos, começou a ser desarticulada. A intensificação da interiorização e a dinamização econômica caracterizaram o período posterior a 1930.

### Transferência da Capital
Em 1930, sobe ao governo de Goiás o interventor Pedro Ludovico Teixeira, que tinha como meta principal a mudança da capital, que até então se localizava em Vila Boa, atual Cidade de Goiás. Em dezembro de 1932 foi decretada a mudança da sede do governo para um local próximo da cidade de Anápolis, que iria receber em breve a Estrada de Ferro de Goiás.
A fundação da nova capital do Estado, Goiânia, ocorreu em 1937.  A mudança foi determinada por motivos administrativos e econômicos, pois com a chegada da estrada de ferro a Anápolis em 1935, houve um rápido crescimento populacional da região sul do estado, em razão de sucessivas migrações de nordestinos, mineiros e paulistas, fazendo com que a região Centro Oeste se interligasse definitivamente à região Sudeste do Brasil. Além das motivações políticas e econômicas, a transferência da capital de Goiás para Goiânia possui uma motivação cultural também, entrando no âmbito da memória histórica. Segundo a historiografia, o passado colonial de Goiás foi marcado pela extração aurífera e a sua decadência trouxe profundas marcas para a memória de Goiás. Goiânia era, então, o retrato do novo, da modernização, das possibilidades de construção de uma nova história. Já para a cidade de Goiás restava conviver com a memória do velho, do período colonial e da extração do ouro.
Por outro lado, a mudança da capital traz a estranha sensação da falta de história. Nesse aspecto Goiânia tem profunda semelhança com Brasília, pois ambas foram cidades planejadas, e de acordo com Paulo Bertran, as pessoas que viviam nessas cidades se sentiam como habitantes de uma espécie de vazio cronológico, ou vítimas de uma amputação do próprio passado. (BERTRAN, 1997, p. 307). O importante é atentar-se aos vários fatores que englobam uma mudança de tamanha envergadura como essa e mostrar a complexidade histórica dos processos.
Além desse fator que implicou a transferência da capital, é possível também analisar nesse fato que o processo ocorrido foi um resultado de disputas entre oligarquias dentro do estado de Goiás, sendo a então capital Vila Boa ou Cidade de Goiás governada pela família Caiado, presente ainda hoje dentro do estado. Como assim pode ser observado dentro da historiografia goiana produzida referente a esse tema e de acordo com esse período.
“Se a revolução em Goiás foi resultado de lutas oligárquicas, a mudança da capital seguiu o mesmo traçado. Na pequena cidade de Goiás, marcada por um decênio de domínio caiadista, não havia mais espaço, em suas estreitas vielas, para o convívio entre os homens do passado e do presente. A princípio, esperava-se que os Caiados se afastassem da capital [...] na impossibilidade de banir a família da cidade-capital, restava a opção contraria, banir a capital da cidade.”
Desse modo a nova capital era um terreno novo e amplo para os novos políticos, havia o desejo de deixar para trás a violência da família Caiado e viver o novo, o moderno. Construir uma nova história mesmo com a mágoa e esperança do passado. Esse novo - o presente - não tem mais relação com o antigo, pois queria se livrar do fantasma do Serra Dourada, das marcas do ouro e de sua escassez(SANDES; ARRAIS, 2014).
Segundo a mesma historiografia, o grupo governante na antiga capital já havia sido solicitado que houvesse trocas de governo e não apenas dos grupos da família Caiado pertencentes à cidade de Goiás. Porém, a família não acatou aos pedidos e foi requerida uma transferência da capital, algo que transformaria a capital tanto com seu ideal de cidade moderna e de cidade planejada para governar. Pedro Ludovico Teixeira então assume. A imagem criada de Pedro Ludovico foi vinculada dentro da nova capital como sinônimo de modernização; já a antiga capital foi denominada Goiás velho ao longo dos anos. Com isso, Goiânia fazia oposição com Goiás velho, com sua modernidade em oposição ao passado representado pela antiga política dos Caiado, e o personagem que simbolizava essa modernização era Pedro Ludovico Teixeira.
Com poucos recursos, baseada num empréstimo concedido pelo Banco do Brasil, iniciou-se a construção da nova capital, a que foi dada o nome de Goiânia, de acordo com projeto do arquiteto Atílio Correia Lima e do urbanista Armando de Godói. Em março de 1937, já concluídos os principais edifícios públicos e algumas casas de moradia, foi decretada a transferência da capital, inaugurada em 1942, data de seu batismo cultural.
No que tange a urbanização de Goiânia, segundo Arrais, Oliveira e Arrais (2016), a construção desta e posteriormente, a de Brasília, sem dúvida alguma, foi fundamental para o processo de expansão urbana em Goiás. O Interventor Pedro Ludovico Teixeira, para a escolha do local da futura cidade, além de avaliar um local mais ao sul do estado, onde estaria centralizado em relação ao Brasil, também deveria possuir uma estrutura hídrica que suportasse a nova cidade. Seria viável, segundo este relatório, a cidade de Bonfim. Todavia, esta foi rejeitada pelo Interventor em prol da região da Campininhas das Flores, que acabou se agregando como bairro da cidade de Goiânia.
De acordo com Moraes (1991), a urbanização goianiense teve dois impulsionadores: o mercado imobiliário e o Estado. O mercado imobiliário, interessado no acumulo de capital, se utilizou de privatizações e da venda de loteamentos, e procurou meios de interferir diretamente em ações do Estado para que o uso da terra esteja de acordo com seus interesses de classe (PASTORE, 1984). O Estado tentava uma política de aparente conciliação entre as partes (empresários e populares), o que na realidade não acontecia, pois é importante lembrar que esse inchaço urbano trouxe várias mazelas sociais, tais como a ocupação de espaços irregulares, não só no sentido legal, mas físico, no que diz respeito a lugares perigosos para se habitar; desigualdade social e a segregação socioespacial da massa de trabalhadores, impedidos de ocupar áreas urbanas referenciais (OLIVEIRA, 2013, p. 156). Segundo Souza (1996), a região noroeste é a região mais precária de Goiânia, que seria formada por bairros que foram ocupados por migrantes da zona rural. Seria assim, a região mais pobre da cidade.
A construção de Goiânia coincidiu com a instalação, pelo governo federal, de colônias agrícolas em várias regiões do estado, como decorrência da política da marcha para o oeste. Desse modo, constituíram-se cidades novas como Ceres, Rialma, Uruana, Britânia e outras, as duas primeiras fundadas pelo engenheiro Bernardo Sayão Carvalho Araújo, que foi mais tarde encarregado pelo presidente Juscelino Kubitschek de comandar a construção de Brasília.

## Expansão de Goiânia
Goiânia expandiu-se geográfica e demograficamente de forma rápida durante o período de 1950 a 1980. Esse crescimento foi sobretudo impulsionado pela busca econômica de uma melhor qualidade de vida, no contexto da criação de Brasília. A princípio planejada para cinquenta mil pessoas (número atingido no começo a década de 50) a cidade passou por um exacerbado crescimento, que pode ser comprovado pela população, que apresenta aumento de 187,5% entre 1950 e 1960, 153,9% entre 1960 e 1970, e de 109,7% entre 70 e 80. No final deste período o número era de 717.526.
Desde o início da expansão da cidade nota-se uma clara divisão entre centro e periferia, na qual se via um centro planejado e detentor do capital e uma periferia sem logística de planejamento, tal segregação resultou em um crescimento desorganizado da cidade, o que levou a conflitos entre os estratos sociais. Neste contexto, observa-se um aumento na violência em regiões específicas da capital goiana
Um dos casos mais emblemáticos que marcaram a sociedade goiana no período da expansão da cidade, foi o caso da chacina da Rua 74, que refere-se ao assassinato de seis membros da família Matteucci. Na madrugada do dia 6 de dezembro de 1957, por motivos desconhecidos, a casa da família Matteucci foi invadida por criminosos que assassinaram brutalmente a golpes de machado, Wanderley Matteucci, de 35 anos; a mulher dele, Lourdes de Sá Pinheiro, 23; e os filhos Walkíria, 6; Wagner, 5; Wolney, 4, e Wilma, de 9 meses. Apenas uma das filhas do casal, Wanda, de 2 anos, a qual não foi encontrada pelos assassinos, sobreviveu ao massacre.
```
 A chacina da rua 74, causou grande repercussão na sociedade goiana da época, principalmente pela violência do crime. Nos dias que se seguiram ao acontecimento, a imprensa noticiou constantemente o acontecimento, a população cobrava incessantemente por respostas sobre os motivos do crime e a prisão dos autores. Justamente pela pressão social, a polícia de Goiás realizou fortes buscas e investigações a fim solucionar o caso e encontrar os criminosos. Nessas buscas foi apreendido no Estado da Bahia, Santino Hildo da Fonseca, que admitiu após ser torturado, o assassinato da família. Ao chegar no Estado de Goiás o suspeito negou o crime e justificou o relato anterior para fugir da tortura da polícia baiana. Após meses na cadeia e ainda sob investigação, Santino Hildo delatou mais dois participantes do crime, Francisco Rocha, que ajudou no assassinato, e Wilson Matteucci, irmão de Wanderley, e que foi apontado como o mandante. Ambos negaram participação no crime, mas mesmo assim foram presos.
```

```
O Caso da Chacina da Rua 74, marcou a história da cidade de Goiânia, e inspirou trabalhos como, o livro “Veias e Vinhos” de Miguel Jorge, e o filme “Veias e Vinhos” e o documentário “O Caso da Família Matteucci” ambos do diretor João Batista de Andrade.
```

O crescimento desordenado em Goiânia, foi um dos responsáveis pelos altos índices de violência na capital, sendo a região Noroeste uma das protagonistas nos índices de homicídios na cidade. Desde seu surgimento, a região apresentava diversos problemas e desequilíbrios ambientais, como ocupações ilícitas do fundo do Vale do Córrego, as quais não respeitavam os limites ambientais e ocasionavam o desmatamento da mata nativa e ocupação dos leitos do Córrego Caveirinha. Problemas sociais eram também recorrentes sobre a população, pela distância ao centro da capital, onde se concentravam os serviços públicos. A região, em 1980, era tida como um "depósito segregatório", uma moradia apenas de marginais, provocando grande repressão por parte da polícia, com ações frustradas e mal executadas pelo Estado
Os problemas sociais historicamente construídos na região ainda reverberam nos dias atuais, salvo pesquisa feita em 2004, em que 51% da população local havia presenciado algum furto ou roubo na região. Buscando uma resolução rápida para tal impasse, em 2019 o Governo Federal enviou recursos de combate a violência para Goiânia e outras 5 cidades. Nessa Força Tarefa, a região noroeste seria uma das duas regiões a receber o reforço.

### Batismo Cultural de Goiânia
O Batismo Cultural de Goiânia ocorreu, oficialmente, em 5 de julho de 1942. Historicamente, entretanto, o termo foi utilizado para descrever uma série de eventos que aconteceram entre junho e julho do mesmo ano, em diversos locais da cidade. O 5 de julho marca a missa realizada em Goiânia pelo arcebispo de Goiás, D. Emanuel Gomes de Oliveira, e pelo arcebispo de Cuiabá, D. Aquino Correia.
No contexto em que foi realizado, marcado pela política estado-novista, o Batismo Cultural de Goiânia representou a tentativa de incorporação e apresentação efetiva de Goiás ao campo político nacional. Os esforços anteriores de Pedro Ludovico Teixeira para organizar a vinda de um presidente da República, Getúlio Vargas, pela primeira vez ao estado elucidam bem esse projeto. O evento foi definido por Bernardo Élis como um "divisor de águas" e um “definidor de novos rumos para a história política, econômica e social de Goiás”, visto que as expectativas nutridas pelos novos grupos políticos que ascenderam em 1930 eram de rompimento com o passado de isolamento e atraso da região. 
Parte dos eventos ocorridos no evento são: a missa campal, a inauguração da Escola Técnica Federal, o VIII Congresso Brasileiro de Educação e a inauguração da Rádio Clube de Goiânia e do Teatro Goiânia.

### Usos do passado no Batismo Cultural
Os discursos proferidos no Batismo Cultural acerca do significado do evento tiveram como elemento central a ideia de modernização. Tal processo estava diretamente relacionado à apresentação de Goiânia, e de Goiás, ao Brasil. Ou seja, a inclusão do estado na política nacional, a exaltação à política desenvolvimentista e industrializadora do Estado Novo e o início de uma nova configuração nas relações entre as instituições, a sociedade civil, e os grupos políticos locais.
Dessa forma, a ideia de ruptura com o passado da região envolve todo o evento. Um passado marcado, na concepção da nova camada letrada formada após 1930, pela decadência e o atraso. O Batismo Cultural pode ser compreendido, portanto, como uma tentativa de criar um novo mito fundador que impulsionasse o progresso social, político e econômico da região, marcada até então por uma cultura de forte tradição rural e iletrada. O progresso, portanto, se daria através da urbanização e da escolarização da população. É inegável, no entanto, que a formação de uma mentalidade urbana, com práticas culturais correspondentes, e o rompimento com o tradicional espírito rural não se deu de um momento para o outro nem foi socializado para toda a população; ele se restringiu à pequena parcela proprietária e intelectualizada que o gestou.

### Relações entre Igreja e Estado no Batismo Cultural de Goiânia
A missa campal realizada no dia 5 no centro da cidade (a primeira a não ter uma sede do poder religioso, como uma igreja, como centro) pelos arcebispos D. Emanuel Gomes de Oliveira, de Goiás, e D. Aquino Correia, de Cuiabá, marcou, oficialmente, o momento de fundação da nova capital. O evento iniciou, segundo ARAUJO JUNIOR (2006), uma redefinição do relacionamento entre Igreja e Estado, caracterizado por uma relação de cordialidade entre suas autoridades e não mais de vinculação direta e dependência.
A missa representou, portanto, um marco, flexibilizando a profunda vinculação entre as duas instituições que caracterizara, por exemplo, a colonização da região. Agora, Estado e Igreja encontravam-se em uma relação de maior independência e autonomia.
A principal característica desse novo tipo de aliança, denominado por Riolando Azzi como restauração católica, estabelecida no Batismo Cultural de Goiânia, é a informalidade e o caráter não-oficial.

### Inauguração da Rádio Clube de Goiânia e do Cine-Teatro Goiânia
O Cine-Teatro Goiânia foi inaugurado no dia 14 de junho de 1942, sendo importante marco inicial da série de eventos que constituíram o Batismo Cultural da cidade. A forte simbologia criada em torno do 5 de julho fez com que, ao longo do tempo, se popularizasse a ideia de que a inauguração do Cine-Teatro ocorrera neste dia. Entretanto, a primeira apresentação ocorreu, de fato, no dia 14, quando foi exibido o filme “Divino Momento”, uma produção norte-americana.
No dia 5 de julho, data oficial do Batismo Cultural, também ocorreu a abertura da Rádio Clube de Goiânia, pertencente à Sociedade Técnica Paulista, cuja direção seria do próprio prefeito da cidade, Venerando de Freitas Borges.

### Luiz Heitor de Azevedo e o Batismo Cultural de Goiânia
Entre junho e julho de 1942, o musicólogo e folclorista Luiz Heitor Corrêa de Azevedo esteve em Goiânia por ocasião da realização do Batismo Cultural. Seu interesse era realizar gravações em disco dos “festejos típicos” anunciados e organizados pelo Departamento de Imprensa e Propaganda (DIP) para se apresentarem na inauguração da cidade.
Além de cumprir com suas atribuições enquanto catedrático da cadeira de Folclore Nacional da Escola Nacional de Música, o pesquisador viu no evento a oportunidade de iniciar seus trabalhos junto à Divisão de Música da Biblioteca do Congresso dos Estados Unidos, que lhe emprestara os materiais de gravação em troca do envio dos discos ao acervo da Biblioteca, permanecendo as cópias destes na Escola Nacional de Música, no Rio de Janeiro.
Mesmo com problemas na alfândega que impediram a liberação dos discos e do gravador emprestados ao pesquisador, o projeto foi mantido. Para auxiliá-lo na viagem, Luiz Heitor contatou Mário de Andrade, responsável pelos assuntos gerais. Ficando designados como demais auxiliares: Artur Ramos, responsável pelos comentários sobre a música negra e Luís da Câmara Cascudo, responsável pela análise da música cabocla. Renato Almeida também foi contatado, indo de avião até a cidade
Acompanhado de Eurico Nogueira França, estudante da Escola Nacional de Música, Luiz Heitor fez a viagem de quatro dias, através de trem, que separava o Rio de Janeiro de Goiânia. Ao chegarem, integraram-se ao grupo que participava do Oitavo Congresso Brasileiro de Educação, ali instalado, o que facilitou a realização das gravações. Para contatar os músicos que se apresentavam, oriundos de várias partes do estado, contaram com o auxílio de Renato Almeida e de Pedro Gomes, professor do Ginásio Goiano, bem como das autoridades locais[2]. Embora tendo sido requisitado, Câmara Cascudo não compareceu.
Durante os nove dias em que permaneceu na cidade, Luiz Heitor obteve um saldo de 19 discos de 12 polegadas, num total de 64 documentos gravados. Uma série de manifestações foi registrada, ficando as modas de viola com maior número de discos. Sobre elas Luiz Heitor escreveu um texto, redigindo ainda outros três: sobre o Recortado, a Catira e um focado especificamente na viola caipira. Os textos sobre o Congado e a Dança dos Tapuios ficaram sob responsabilidade de Renato Almeida, sendo também os dois únicos folguedos registrados no próprio espaço das exposições, durante as apresentações públicas. O restante das gravações foi realizado no estúdio da Rádio Clube de Goiânia, inaugurada no mesmo ano. As apresentações dos Congos e da Dança dos Tapuios, provenientes da antiga capital do estado, foram também as únicas a serem filmadas por uma equipe do Instituto do Cinema Educativo (INCE) que estava na cidade, simultaneamente às gravações.
Em 1950, na publicação da Relação dos Discos Gravados no Estado de Goiás, Luiz Heitor chamou a atenção para a forte influência da música veiculada pelo rádio, indicando a presença de elementos estéticos dos programas das rádio-difusoras de São Paulo e do Rio de Janeiro na música local. Em consenso com outros intelectuais modernistas de seu tempo, notavelmente Mário de Andrade, interessava ao pesquisador, em especial, os elementos dotados de autenticidade. Conceito-chave na medida em que indicava a singularidade das manifestações populares, com efeito prático numa valorização maior ou menor destas. Muito embora, portanto, considerasse essas manifestações de menor valor, não deixou de gravá-las, de tal modo que os registros sonoros realizados na cidade incluíram tanto as manifestações de origem rural como urbana.
Em 1979, numa parceria entre a Secretaria de Educação e Cultura de Goiás e o selo Discos Marcus Pereira, dezesseis das gravações de 1942 foram editadas no disco “Batismo Cultural de Goiânia”, contando com um pequeno texto de Luiz Heitor, retirado da Relação dos Discos Gravados no Estado de Goiás, na contracapa.

## Regime militar
Após o golpe de abril de 1964 que foi sendo construído graças a ideia de uma iminente ameaça de uma revolução comunista prestes a desencadear no país. Em Goiás, o golpe foi apoiado pelo governador Mauro Borges Teixeira.

### Educação
O Conselho Estadual de Educação do estado de Goiás foi um dos órgãos que colocou em prática as estratégias utilizadas pelo governo demandadas do Conselho Federal de Educação (CFE) que funcionava como  “mentor” dos projetos educacionais durante a ditadura. O caso apresentado no acervo “Memorias reveladas” do Governo Federal, representa o pensamento do governo diante indivíduos que não compartilhavam de seus ideais, manifestado desde o Ato Institucional I, que impelia punições aos profissionais da educação, alunos e membros administrativos considerados contrários ao regime. Tal relato, ocorrido em Jussara, município de Goiás, trata-se de um episódio em que o professor de um curso técnico, do colégio estadual D. Bosco, sofreu forte repressão ao aplicar duas questões que questionavam o cenário brasileiro, consideradas subversivas.
“Segundo fonte de informação, o professor Abeon Paulo de Oliveira, teria aplicado provas ao 2° ano do curso técnico, Colégio Estadual Dom Bosco. Segundo ainda a fonte, a noticia, foi levada, pelos alunos, que estranharam os assuntos, explorados nas questões que lhes forem aplicadas. Diante disso, encaminho, fotocopia da prova, ou seja, das questões para fins do que convir.”
As questões apresentadas eram: “O estado tem por fim o bem estar de todos. O que jusifica o analfabetismo e o elevado índice de pauperismo brasileiro?” e “A democracia moderna foi criada sob o prisma e moldes da democracia antiga, que vale dizer, democracia autêntica, com igualdade de direitos políticos e eleições diretas. Quais as justificativas dos transtornos democráticos da atual conjuntura da política brasileira?”  Como se observa, tais questões foram consideradas subversivas porque questionavam a fragilidade da educação e denunciavam a conjuntura política retrógada.

## Modernização

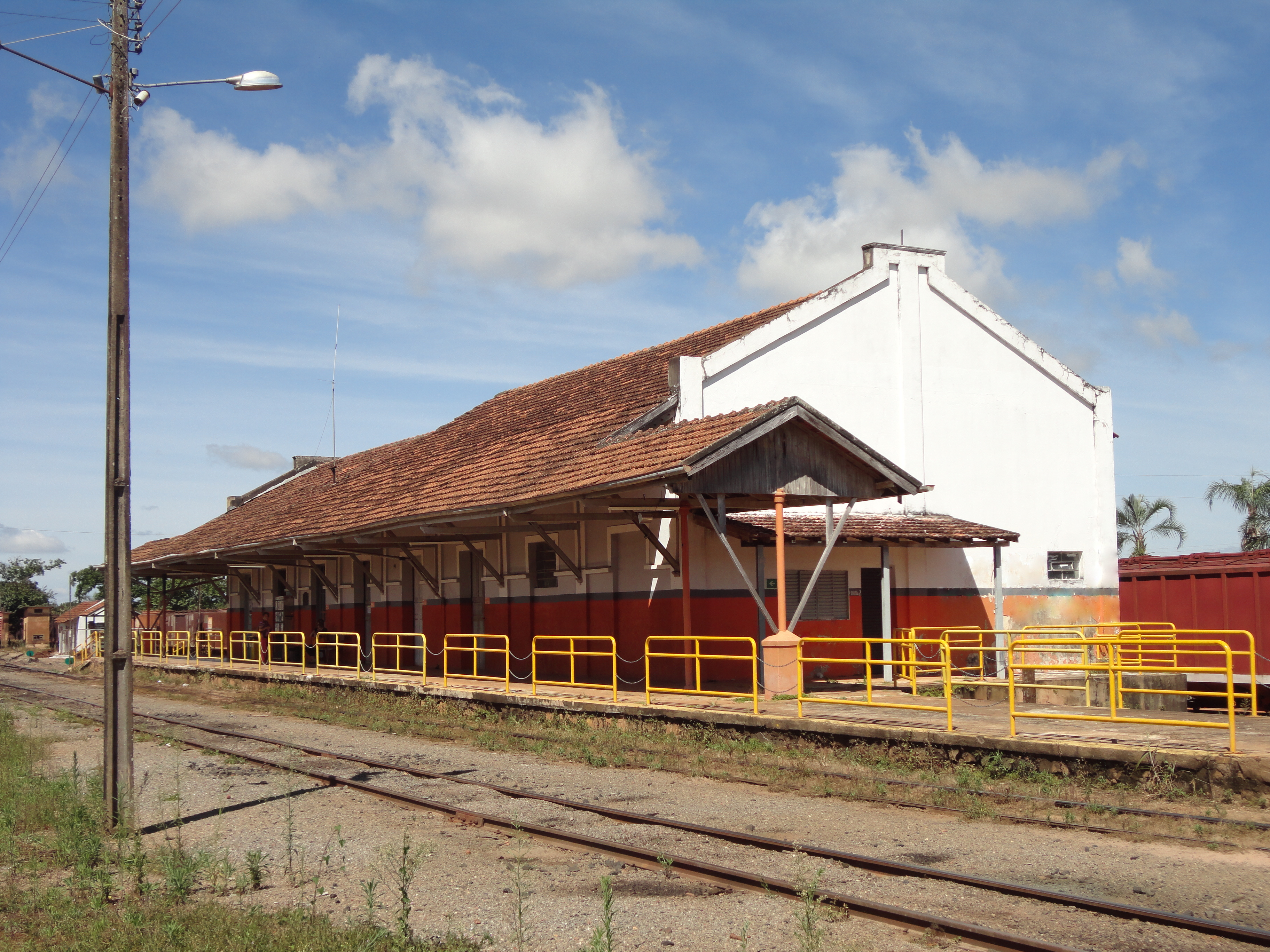
Estação ferroviária de Leopoldo de Bulhões

A eletrificação com a criação das Centrais Elétricas de Goiás S.A. (CELG) em 1955 e a conclusão da usina do Rochedo em 1956, contribuíram para o aceleramento da urbanização e permitiram os primeiros passos rumo a industrialização. Embora a pecuária fosse a base da economia e a agricultura visada à exportação já começasse a se desenvolver.
Até o final da década de 1950 a indústria é extrativista. No sudoeste afloram os garimpos de diamantes. Ao norte, na região do Araguaia, a exploração de cristal de rocha tem seu ápice durante a Segunda Guerra Mundial, graças as condições de exportação.
Em 1960 no governo de José Feliciano Ferreira, foi criado o Departamento Estadual de Saneamento (DES), hoje Saneamento de Goiás S/A (Saneago). Em Goiás e Meia Ponte, atual Pirenópolis, utilizavam-se chafariz que captavam água de córregos da região.
Durante o governo de Mauro Borges Teixeira (1961-1964) foi empreendida a primeira tentativa de planificação administrativa e econômica, com base na exploração do potencial mineralógico, sob os cuidados do Estado, através da Metais de Goiás S/A (METAGO), no aproveitamento industrial das riquezas extrativas, dos produtos agrícolas graças ao aumento da produtividade mediante o aprimoramento técnico. Em função da expansão do setor agrícola, é criada uma escola de formação de operadores de máquinas agrícolas e rodoviárias (EFOMAGO) e desenvolvida experiência de cooperativismo nos combinados agrícolas, além do implemento do até hoje único laboratório oficial do Centro oeste, a Indústria Química do Estado de Goiás - IQUEGO, na produção de medicamentos de uso humano e veterinário.

### Artes Plásticas em Goiás
A origem do modernismo artístico goiano se constitui a partir da existência da nova capital do Estado de Goiás (BORELA, 2010). Isto se deu em virtude do surgimento de um sentimento por parte dos artistas goianos, da necessidade de afirmação de suas identidades, que se consolida por meio da estética. Além disso, devido a crescente migração de artistas plásticos de outras regiões do Brasil em direção a Goiânia, fundada em 1942, permitiu uma efervescência cultural. Um exemplo disso é a “exposição de Goiânia” ocorrida no mesmo ano da fundação da capital e teve por objetivo “organizar uma vitrine das potencialidades de Goiás”.
Artistas como Gustav Ritter, que teve influência da escola Bauhausiana e Luís Curado, que teve formação na Escola de Belas Artes do Rio de Janeiro, tiveram participações significativas no que se trata sobre o aumento da expressão artística em Goiás, principalmente na criação da Escola Goiana de Belas Artes (EGBA) iniciada em 1952, iniciando o movimento de modernismo no âmbito artístico goiano fazendo com que se criasse um vínculo de identidade com as obras desses artistas, que foram seguidos por nomes como D.J. Oliveira e Cléber Gouvêa.
Por vez, “Pode-se afirmar que dos anos 1970 até o final do século XX, a arte goiana, viveu em trinta anos, todas as experiências que o modernismo vivenciou em um século, embora os pilares dessa arte encontrem suas raízes duas décadas atrás, no final dos anos 1950 e 1960, com a chegada em terras goianas dos primeiros modernistas”. Diante disso, os artistas que vieram para Goiás nesse período se tornaram professores na Escola Goiana de Belas Artes e viam em seus alunos novos talentos para a arte. Com isso, nos anos 70, surgiu-se os primeiros artistas pioneiros na região, dentre eles DJ Oliveira, que inicialmente começou sua carreira produzindo gravuras em madeira e, posteriormente, tornou-se especialista em pinturas de murais, as quais levaram ele a  ser convidado para lecionar na EGBA. “Na década de 1960, com seu atelier funcionando no fundo do Teatro Emergência, [DJ Oliveira] cria cenários e figurinos. Nesse período, começa a dar aulas de gravura em madeira e desenho na Escola de Belas Artes da Universidade Católica de Goiás. [...] Executa murais públicos e privados, usando técnicas de afresco, cerâmica vitrificada, acrílica, nitrocelulose e outra”.↵
A efervescência cultural goiana, iniciada no ano de 1945 com a criação da Sociedade Pró-Arte de Goiás, uniu artistas em prol do favorecimento e junção das diversas representações artísticas goianas. Na década de cinquenta foi fundada a Escola Goiana de Belas Artes (ligada a Universidade Católica de Goiás), pelo goiano Luís Curado, o italiano Nazareno Confalone e o alemão Gustav Ritter, dando visibilidade não só a formação artística de Goiás, mas também para a região Centro-Oeste. “Por uma década o circuito de arte em Goiânia se manteve em condições limitadas, ligado somente às atividades desenvolvidas pelo EGBA.”. Assim, a EGBA, com grandes eventos e mostras artísticas, pretendia “buscou elevar a cultura da nova capital a níveis que a fariam ultrapassar, no futuro, as fronteiras goianas por meio da obra de valores artísticos de grande repercussão.”. No fim da década, a Escola enfrentou uma crise, devido a falta de recursos (era uma entidade sem fins lucrativos), além de concepções conservadoras dentro da instituição, o que impedia seu desenvolvimento. Em decorrência da crise político-administrativa da EGBA, um grupo de professores, como Gustav Ritter e Henrique Péclat, que lutando por uma maior liberdade de expressão, trabalharam na fundação do Instituto de Belas Artes de Goiás (IBAG) em 1961, o qual tinha ligação com a Universidade Federal de Goiás (integrada pela mesma em 1963) e posteriormente tornou-se a atual Faculdade de Artes Visuais (FAV). O processo de sedimentação das artes visuais em Goiás e de certo modo no Centro-Oeste, teve na Universidade e no Instituto de Artes um ponto de convergências de ações e professores representativos no estado e no cenário nacional como Gustav Ritter, Zofia Starmirovska, Giuseppe Confaloni e Cleber Gouveia.

### Violência contra a mulher em Goiás (1970-1981)
A questão da violência da mulher em Goiás é um assunto que começou a ser discutido judicialmente no final da década de 70, onde o movimento feminista começou a obter diversas vitórias em relação ao combate da violência contra a mulher. Uma dessas importantes vitórias, o Centro de Valorização da Mulher (Cevam), fundado pela jornalista e feminista goiana Consuelo Nasser (1938-2002) em 1981. À época, havia uma grande dificuldade em investigar e direcionar a atenção para os crimes de violência contra a mulher perante a lei. Nesse sentido, o crescimento desses movimentos em apoio a mulher influenciou, mesmo que lentamente, uma atenção maior para o feminicídio e questões ligadas à violência doméstica. Jornais da época de 1970 e 1980, como o Diário da Manhã, e o jornal feminista criado por Consuelo Nasser em 1959, o Cinco de Março, anunciavam notícias de assassinatos de mulheres, agressão e outros crimes, alguns deles tidos pelos processos judiciais como ‘’defesa da honra’’ do homem ou ‘’matar por amor’’, algo que não existe mais no Código Penal Brasileiro desde 1942, mas que ainda demonstrava algumas de suas permanências. Um exemplo de um processo judicial desta época é o assassinato de Emília, de 17 anos, pelo ex-amante José Neto, de 49 anos, em 1975-1976. O delegado encarregado do Inquérito o enviou ao Ministério Público com as seguintes palavras:
"Que Emília tinha ligações amorosas com o indicado José Neto, inclusive discordou em ir para o Rio de Janeiro em companhia de seu amante, porque a mesma era quem ajudava na despesa do lar da sua mãe (…) Que Emília e José Neto morreram proveniente de um amor proibido que poucos tomaram conhecimento."
O patriarcalismo impunha formas de como o homem e a mulher deveriam ser e se comportar, influenciando até mesmo na noção jurídica, assim reduzindo a pena jurídica do criminoso ou omissão do poder público sobre o crime contra a vítima.
Atualmente, o Cevam, um órgão de utilidade pública e sem fins lucrativos, tem como objetivo a implantação de programas e ações preventivas e mitigadoras de risco e vulnerabilidade de urgência e emergência. Eles também promovem estudos sobre a condição feminina em Goiás, reúne e mobilizam mulheres contra a violência, discriminações e lutam pela eliminação de leis que inferiorizam a mulher, além da busca de garantir os direitos às mulheres e seus filhos em situação de violência, auxiliando assistência social, psicológica e Jurídica.

## Separação do Tocantins

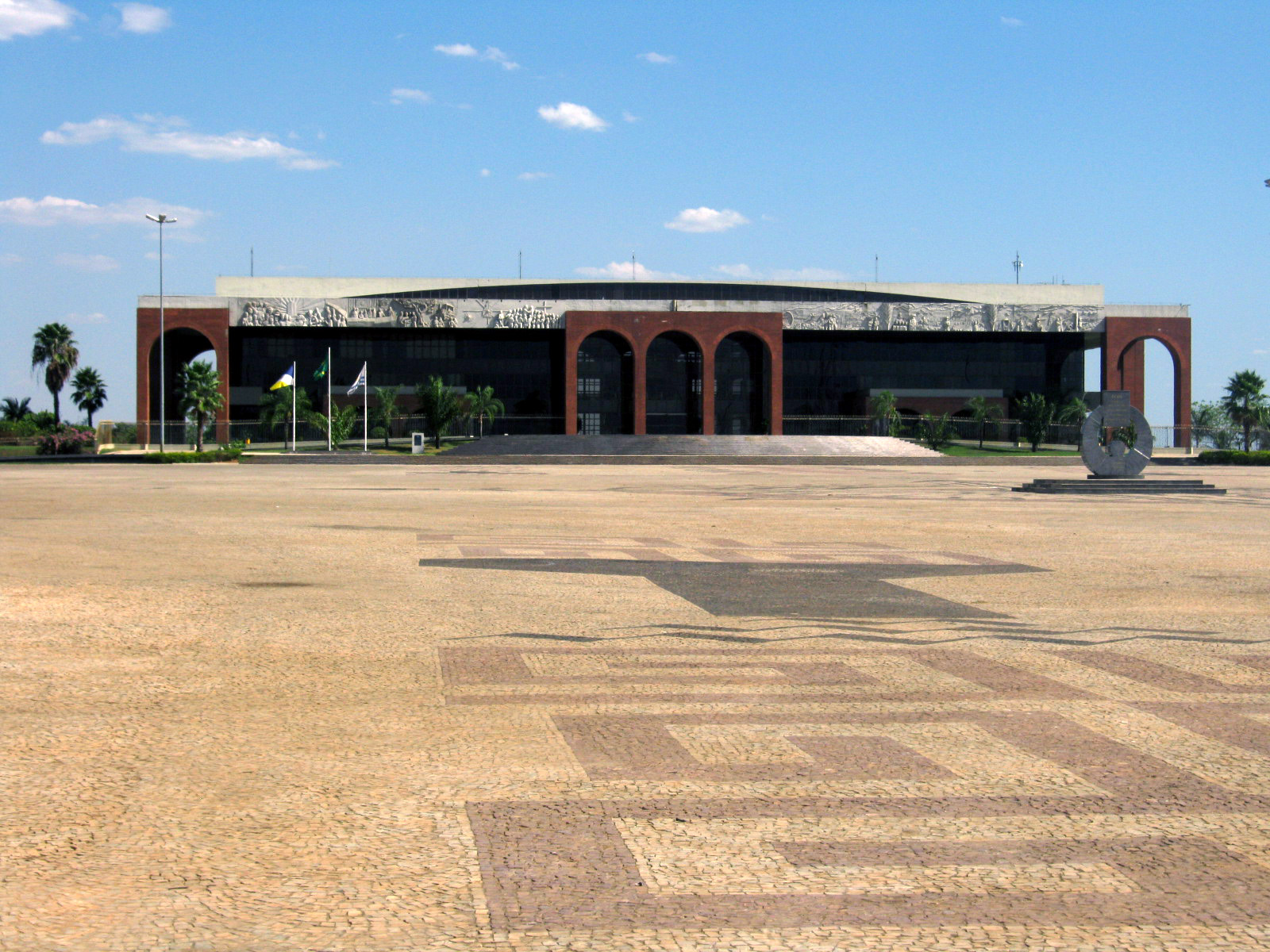
Palácio Araguaia sede do atual governo do estado do Tocantins em Palmas

O território goiano seguiu com dimensões estendidas até 1988. Nesse ano, após o recém-finalizado processo de redemocratização, foi instituída a Constituição Federal de 1988. Entre suas várias disposições, importa ressaltar o “Ato das Disposições Constitucionais Transitórias”, cujo artigo 13 dispõe sobre a criação de um novo estado a partir de cisão do território goiano. Nesse sentido, continuou existindo o estado de Goiás, doravante restrito à porção sul do antigo estado, e surgiu o estado do Tocantins, abrangendo a porção norte. Com essa cisão, Goiás continuou pertencendo à Região Centro-Oeste, ao passo que o Tocantins passou a integrar os estados da Região Norte do país.
O objetivo principal dessa divisão foi estimular o desenvolvimento na região norte, onde estavam concentradas as maiores carências sociais (de escolaridade, renda per capita, esperança de vida ao nascer, entre outros) e também onde ocorriam com maior frequência disputas pela posse de terras, provocadas pela concentração de propriedade latifundiária. Ademais, o fato de a capital do estado, Goiânia, localizar-se na sua porção sul distanciava a porção norte do poder central, resultando em abandono do território periférico.